# Kerem Maharal
Kerem Maharal (hebr. ‏כֶּרֶם מַהֲרַ"ל‎) – moszaw położony w Samorządzie Regionu Chof ha-Karmel, w dystrykcie Hajfa, w Izraelu.

## Położenie
Moszaw leży w południowo-zachodniej części masywu Góry Karmel, w odległości 19,5 km na południe od miasta Hajfa i 6 km od wybrzeża Morza Śródziemnego. W jego otoczeniu znajduje się miasto Ir ha-Karmel, oraz moszawy Ofer, En Ajjala, Cerufa, Gewa Karmel i Eljakim.

## Historia
W XI wieku w miejscu tym krzyżowcy wybudowali zamek obronny, który bronił strategicznej drogi prowadzącej przez południową część łańcucha górskiego Karmel. Zamek został zdobyty i zburzony przez Arabów, a w jego pobliżu w XVI wieku powstała niewielka arabska wioska Idżzim.
Pierwotnie w miejscu tym znajdowała się arabska wioska Idżzim. Podczas wojny domowej w Mandacie Palestyny w latach 1947-1948 wioska była kluczową bazą zbrojnych oddziałów arabskich, które prowadziły działania przeciwko żydowskim osiedlom i brytyjskim władzom w Mandacie Palestyny. Podczas I wojny izraelsko-arabskiej w trakcie operacji „Szoter” 26 lipca 1948 roku wioska Idżzim została zdobyta i wysiedlona przez izraelskie oddziały.
Współczesny moszaw został założony w 1949 roku przez żydowskich imigrantów z Czechosłowacji. Nazwano go na cześć rabina Judy Loew ben Bezalela (1520-1609), znanego jako Maharal.

## Kultura i sport
W moszawie jest ośrodek kultury i boisko do piłki nożnej.

## Gospodarka
Gospodarka moszawu opiera się na intensywnym rolnictwie, winnicach i turystyce. Okoliczne wzgórza są porośnięte lasami, w których wytyczono szlaki turystyki pieszej i rowerowej.

## Komunikacja
Z moszawu wychodzi droga nr 7021, którą jadąc na zachód dojeżdża się do drogi ekspresowej nr 4.